# گمینا ژوکوویتسه
گمینا ژوکوویتسه (به لهستانی:  Gmina Żukowice) یک گمینا در لهستان است که در شهرستان گووگوف واقع شده‌است. گمینا ژوکوویتسه ۶۸٫۰۹ کیلومتر مربع مساحت و ۳٬۵۱۶ نفر جمعیت دارد.